# Hywel ab Edwin
Hywel ab Edwin (? – 1044) va ser un rei de Deheubarth que visqué al segle xi. El 1041, Gruffydd ap Llywelyn, rei de Gwynedd i Powys atacà Deheubarth, i derrotà Hywel a Pendader. Pels voltants del 1043, Gruffydd degué expulsar Hywel del país, perquè aquest es presentà a l'any següent a l'embocadura del riu Tywi amb una flota danesa per a recuperar el regne. En l'enfrontament, Gruffydd els vencé i matà Hywel en batalla.